# یواس‌اس کلرمونت (ای‌پی‌ای-۱۴۳)
یواس‌اس کلرمونت (ای‌پی‌ای-۱۴۳) (به انگلیسی: USS Clermont (APA-143)) یک کشتی بود که طول آن ۴۵۵ فوت ۰ اینچ (۱۳۸٫۶۸ متر) بود. این کشتی در سال ۱۹۴۴ ساخته شد.